# Ollie (Iowa)
Ollie és una població dels Estats Units a l'estat d'Iowa. Segons el cens del 2000 tenia 224 habitants.

## Demografia
Segons el cens del 2000, Ollie tenia 224 habitants, 101 habitatges, i 65 famílies. La densitat de població era de 86,5 habitants/km².
Dels 101 habitatges en un 28,7% hi vivien nens de menys de 18 anys, en un 58,4% hi vivien parelles casades, en un 5% dones solteres, i en un 34,7% no eren unitats familiars. En el 32,7% dels habitatges hi vivien persones soles el 20,8% de les quals corresponia a persones de 65 anys o més que vivien soles. El nombre mitjà de persones vivint en cada habitatge era de 2,22 i el nombre mitjà de persones que vivien en cada família era de 2,83.
Per edats la població es repartia de la següent manera: un 20,5% tenia menys de 18 anys, un 7,6% entre 18 i 24, un 23,7% entre 25 i 44, un 18,8% de 45 a 60 i un 29,5% 65 anys o més.
L'edat mediana era de 43 anys. Per cada 100 dones de 18 o més anys hi havia 95,6 homes.
La renda mediana per habitatge era de 30.000 $ i la renda mediana per família de 35.938 $. Els homes tenien una renda mediana de 27.188 $ mentre que les dones 20.313 $. La renda per capita de la població era de 15.100 $. Entorn de l'1,8% de les famílies i el 7,3% de la població estaven per davall del llindar de pobresa.

## Poblacions més properes
El següent diagrama mostra les poblacions més properes.